# Art's Animations
Art’s Animations (ранее был известен как Belarusball, настоящее имя — Артём Сергеевич Саевец; род. 21 марта 2001, Ивацевичи, Брестская область) — белорусский художник-мультипликатор, ютубер, специализирующийся на художественном жанре Countryballs. Art’s Animations — наиболее популярный YouTube-канал в русскоязычном коммьюнити Countryballs (на 2020 год) и один из популярных каналов в Беларуси.

## Биография
Артём Саевец родился 21 марта 2001 года в Ивацевичах. В 2018 году поступил на исторический факультет Брестского государственного университета и окончил его в 2022 году.

## Творчество
Канал на YouTube был создан 10 апреля 2014 года. В 2015 году Артём стал делать мультфильмы в жанре Countryballs. Первоначально канал носил название Belarusball.
«Шапка» канала содержит кантриболы Белоруссии (Belarusball), Польши (Polandball) а также Рейхугольника. На этом канале представлено свыше 100 (по состоянию на май 2022 года) короткометражных пронумерованных мультфильмов продолжительностью от 10 секунд до 10 минут. Почти все они сняты в формате Countryballs и носят юмористический характер. Действия персонажей основаны на различных исторических фактах и стереотипных поведенческих чертах, в сюжетах поднимаются многообразные национальные вопросы.
Art’s Animations, согласно оценке исследователей из Института этнологии и антропологии РАН, является сторонником белорусской независимости, поскольку акцент в его фильме «История Беларуси» делается на индивидуальности исторического пути страны.

## «История Беларуси» (2017)
В августе 2017 года на канале был представлен фильм «История Беларуси» (полное название — «COUNTRYBALLS | Гісторыя Беларусі | History of Belarus») продолжительностью 23 минуты. Действие фильма «История Беларуси» начинается 24 тысячи лет назад, когда на территорию сегодняшней Восточной Европы, населённую мамонтами, прибыло племя первобытных кантриболов и основало первые поселения. Предки нынешних белорусов охотятся на мамонтов и рыбу в некоторых землях с горами .Через некоторое время они приходят в бассейн Днепра и Припяти. Уже на территории современной Беларуси люди начинают строить дома, разводить коров, сеять хлеб, то есть заниматься самыми обыденными повседневными делами. Показано деление на кривичей, дреговичей, радимичей. Первый узнаваемый персонаж (с современным гербом Полоцка) — Рогволод. Владимир Святославич убивает полоцкого князя и силой увозит Рогнеду.
В течение всего фильма разворачивается история белорусского государства вплоть до современного времени — показаны и история Рогнеды, и крещение Руси, войны, которые коснулись Белоруссии, в том числе многочисленные сражения Полоцкого княжества, возвышение Новогрудка, борьба с татарами, Франциск Скорина, Грюнвальдская битва и изменения государственных границ. В ролике показано много войн с Россией — по сути, это главный противник, с которым борется Белоруссия (Belarusball). Во время Ливонской войны Russiaball водрузил свой флаг над Полоцком. В результате Великое княжество Литовское вынуждено отправиться в Польшу за помощью, что приводит к Люблинской унии. Великое княжество Литовское идёт на эту подпись очень неохотно, с грустным видом.
На новом кантриболе Речи Посполитой уже есть драгунский шлем, а на заднем плане играет классическая польская песня «Хей, соколы». Далее идет Лжедмитрий I и сражения со Швецией (Swedenball) и Россией. В результате Россия становилась всё сильнее и сильнее. Кантрибол Речи Посполитой была «загнан» в тёмный угол, с другой стороны приближались Пруссия и Австрия. Даже став «обрубком», Речь Посполитая всё равно махала мечом, хотя у неё не было шансов. Все белорусские губернии оказались в цепях у России. Прискакал Наполеон I с пушкой и буквально стал прыгать на белорусских губерниях. Дальше он пошёл в сторону России, но тут наступила зима, и ему пришлось отступить. Также показаны попытки польских восстаний 1830 и 1863—1864 годов. Затем показываются события Первой мировой войны, в которой Белоруссия тихонько наблюдает за происходящим. Вскоре её забрала к себе Германская империя.
Пару секунд звучала торжественная музыка как сопровождение событий 1918 года — провозглашения Белорусской народной республики. Затем Белоруссия была опять поделенана «огрызки» — советский и польский. В советской части, помимо того, что был показан процесс индустриализации, шарики в фуражках НКВД стреляли в затылок шарикам с надписью БССР и сбрасывали трупы в братскую могилу. Далее показан пакт Молотова — Риббентропа и раздел Польской Республики Германией и СССР, затем ожесточённые сражения в ходе Великой Отечественной войны и, наконец, водружение Знамени Победы над рейхстагом. Далее показаны образование ООН, Солигорска, первые космонавты, появление минского метро. Belarusball получил третий глаз, когда в 1986 году в Чернобыле произошёл взрыв.
В конце 1980-х были первые протесты. Белоруссия показана ещё в цветах флага БССР, но кантиболы-протестующие держат и машут бело-красно-белыми флажками. Далее показаны подписание Беловежских соглашений, ознаменовавших собой распад СССР. Затем отражено создание белорусского государства с бело-красно-белым флагом, а затем его сменой на нынешний флаг. В 1997 году было создано Союзное государство, образование которого представлено в ролике.
В ролике показаны и такие современные события как присяги президента Белоруссии Александра Лукашенко, «Плошча», теракт в минском метро, налог на тунеядство, деноминация белорусского рубля, протесты в День Воли 25 марта 2017 года. Все действующие персонажи этого фильма представлены в виде разноцветных шаров, символизирующих исторические государственные образования — древние княжества, Золотую Орду, Речь Посполитую и Россию в её многочисленных исторических государствах — начиная от Московской Руси и заканчивая Российской Федерацией. В конце ролика представлен перечень участвовавших в нём кантриболов. За пару недель мультфильм набрал свыше 400 000 просмотров.

## Видеография
Видеография канала Art’s Animations приведена по состоянию на июнь 2025 года.
2015
- История Беларуси (№ 1)
- ПИРАМИДА (№ 2)

2016
- Сложный вопрос (№ 3)
- В поисках нефти (№ 4)
- Боливия не может в море (№ 5)
- День Победы
- Картошка фри (№ 6)
- Где он?! (№ 7)
- Сложная ситуация (№ 8)
- История Древнего Египта (№ 9)
- Polska może (№ 10)
- Час війни (№ 11)
- Взял бинокль (№ 12)
- Свет пропал (№ 13)
- Польша, Новый год и компания (№ 14)

2017
- Ы (№ 15)
- Граница на замке (№ 16)
- Путешествие Италии (№ 17)
- Лёд
- Меречёвщина
- Самый страшный кошмар Великобритании
- Минута молчания.
- Бомбы (№ −18, Contrybolz)
- Гісторыя Беларусі | History of Belarus
- Россия заблудилась (№ 19)
- Вейшнория (№ 20)
- Самый страшный кошмар Беларуси
- Reich: начало (№ 21)
- Братство (№ 22)
- Первый отпор (№ 23)
- Жизнь богов | Ра
- Побег (№ 24)
- Апокалипсис (№ 25)
- Reich (№ 26)
- Республика Корея и Новый год (№ 27)
- Воинский марш (100 лет БНР)

2018
- Китайская мудрость (№ 28)
- Польша спасает (№ −29, Contrybollz)
- Секрет Товарища (№ 30)
- Добро пожаловать в Коссово!
- Гісторыя Беларускай Народнай Рэспублікі (№ 31)
- Россия идёт в Индию (№ 32)
- Срочные новости (№ 33)
- О чём думает Монголия? (№ 34)
- Египет меняет религию (mini)
- Скорина идёт в Москву
- Владимир и Рогнеда
- Сбор Руси (mini № 2)
- Истинный наследник Руси (mini № −3, Contrybollz)
- Прогулка на лыжах (№ 35)
- Сказка о Московии (№ 36)
- Мирный договор (№ 37)
- Приключения Великобритании (№ 38)
- Германия хочет романтики (№ 39)
- Котлеты на Новый год (№ 40)

2019
- Неприятель на горизонте (№ 41)
- 5 минут (№ 42)
- Юрий Гагарин
- Древние времена (№ 43)
- Перемены (№ 44)
- Стела Сна
- Угроза (mini № 4)
- Прибалтика решает проблемы (mini № 5)
- Пуща (полусборник) (№ 45)
- Агрессивная фауна (mini № 5)
- Чумовая вечеринка (полусборник) (№ 46)

2020
- 7 Чудес света
- Греческая сила (№ −47, Contrybollz)
- Латвия, ты в деле? (№ 48)
- Россия пробудилась (№ 49)
- Агрессивная фауна (mini № 7)
- Мощнейшая держава (mini № 8)
- Ирландия, ты в порядке? (полусборник) (№ 50)
- Он просто любил колесницы (№ 51)
- Шаббат (№ 52)
- Польская корова, но с поляком
- Among Balls (№ 53)
- В поисках Аписа (№ 54)

2021
- Сорок веков (mini № 9)
- Швеция снова строит (mini № 9)
- Ферма (полусборник) (№ 55)
- Трудности перевода (№ −56, Contrybollz)
- Барановичи
- Шумные соседи (mini № 11)
- Гонщик нелегальный (mini № 12)
- Заседание сената (mini № 13)
- Истоки истоков (полусборник) (№ 57)
- Жертва (№ 58)
- Психологическая помощь (mini № 14)
- Шухер (mini № 15)
- Белорусские города и стресс | Последняя надежда (полусборник) (№ 59)
- Союз нерушимый

2022
- Союз нерушимый (альтернативная концовка)
- Валентинка (mini № 16)
- Крахмаловое Братство: Крах Крахмала (№ 60)
- Санкции только на пользу (№ 61)
- Творение (№ 1, Эннеада)
- Та самая карта (№ −62, Contrybollz)
- Любимый союзник (mini № 17)
- H — водород (mini № 18)
- Рождение Луны (№ 0, Planetballs)
- Тресковый вопрос (mini № 19)
- Забор (полусборник) (№ 63)
- Земля всех достала (№ 1, Planetballs)
- Евросоюз закрывает границу (mini № 20)
- Слово "ВЕТО" и слово "СМЕРТЬ" (Доктор Ливси, но это countryballs) (mini № 21) (включая 10-часовую версию)
- Возрождение по-Папски (mini № 22)
- Настоящий правитель морей (полусборник) (№ 64)
- Китай спасает Новый год! (№ 65)
- Все за 2022 год
- Безотходное производство (mini № 23)
- Вымирающие виды  (полусборник) (№ 66)

2023
- Сосунок (№ 67)
- 𓃀𓂋𓍯𓈖𓊃𓍯𓅱𓇌 𓈎𓍯𓃭𓃭𓄿𓊪𓋴 (№ 68)
- Германия шалит (№ -69)
- В мире животных (№ 70)
- Все за 2023 год

2024
- Британское времечко (mini № 24)
- Инстинкт вымирания (№ 2, Planetballs)
- Призрак прошлого (полусборник) (№ 71)
- Польский зоопарк (сборник) (№ 72)
- Змееборцы (№ 73)
- Все за 2024 год

2025
- Очень холодная война (полусборник) (№ 74)
- Пляжный эпизод (№ 75)